# بوبي هيلمز
بوبي هيلمز (بالإنجليزية: Robert Lee Helms)‏ (15 أغسطس 1933 – 19 يونيو 1997) هو مغني كانتري أمريكي راحل. اشتهر بأغنيته عن الكريسماس "Jingle Bell Rock" عام 1957. تشمل أغانيه الأخرى "Fraulein" و "My Special Angel".

## السيرة
ولد روبرت لي هيلمز في بلدة هيلمسبورج في إنديانا، وهو ابن فريد روبرت هيلمز هيلدريث إستر أبرام. كانت عائلته موسيقية، وبدأ هيلمز الغناء في ثنائي مع شقيقه فريدي، قبل أن يبدأ مسيرته المنفردة. في عام 1956، ذهب هيلمز إلى ناشفيل، حيث وقع عقد تسجيل مع ديكا ريكوردز. في السنة التالية أصدر أغنيتين ناجحتين وهما "Fraulein" و"My Special Angel"، وكلتا الأغنيتين وصلتا المركز في قائمة بيلبورد لأغاني الكانتري أيضًا المركز الأول على قوائم البلاد وتجاوزتا النجاح إلى قوائم البوب، حيث وصلت الأغنية الأولى للمرتبة 36 على القائمة، بينما وصلت الثانية للمركز السابع.
أصدر أغنيته "Jingle Bell Rock" في أواخر خريف عام 1957، وحققت نجاحًا كبيرًا  وتم عرضها في برنامج أمريكان باندستاند الذي قدمه ديك كلارك في بحلول منتصف ديسمبر من ذلك العام. أعيد إصدارها مرات خلال العقود الماضية وكانت تصل مراكز متقدمة على القوائم وتحقق مبيعات جيدة، وأصبحت أغنية كلاسيكية وثابتة في مواسم أعياد الميلاد في أمريكا.  بيع من الأغنية مليوني نسخة خلال خمس سنوات، كما وصلت للمركز السادس خلال إصدارها الأول عام 1957، وإصدارها الثاني عام 1958، كما وصلت للمركز الثامن عام 2018، نالت جائزة القرص الذهبي. قال هيلمز عن الأغنية: «لم أكن أرغب في أدائها عندما أحضروها إليّ لأول مرة، لكنني الآن سعيد لهذا». ASCAP
استمر هيلمز في الجولات الموسيقية والتسجيل على مدار العقود الثلاثة القادمة. تم الاعتراف بمساهمته من قبل قاعة مشاهير الروكابيلي. عاش هيلمز خارج مدينة مارتنزفيل في إنديانا حتى وفاته بالنفاخ والربو عن 63 عاما في 1997.
أدى دوره الممثل براد هوكينز في فيلم Crazy عام 2007 الذي يحكي قصة هانك غارلاند.
في 25 يونيو 2019، أدرجت مجلة نيويورك تايمز اسم بوبي هيلمز بين مئات الفنانين الذين ذُكر أن موادهم دمرت في حريق يونيفرسال عام 2008.

## وصلات خارجية
- الموقع الرسمي
- بوبي هيلمز على موقع IMDb (الإنجليزية)
- بوبي هيلمز على موقع ميوزك برينز (الإنجليزية)
- بوبي هيلمز على موقع أول ميوزيك (الإنجليزية)
- بوبي هيلمز على موقع ديسكوغز (الإنجليزية)
- بوبي هيلمز على موقع قاعدة بيانات الفيلم (الإنجليزية)